# 1953年7月26日月食
1953年7月26日月食为一次在协调世界时1953年7月26日出現的月全食。該次月食半影食分為2.851、全影食分為1.869。偏食維持了108分，全食維持51分。

## 概述
這次月食的食分是20.37，偏食維持了108分，全食維持51分。

## 基本參數
- 類型：月全食
- 食甚資料：
  - 日期：1953年7月26日
  - 時間：12:21
  - 月球位置：赤經20.37度、赤緯-19.5度
  - 食分：半影食分：2.851、全影食分：1.869
  - 持續時間：偏食108分、全食51分

## 外部連結
- NASA月食專頁（页面存档备份，存于）（英文）